# Кодаллы, Невит
Мехмет Невид Кодаллы́ (тур. Mehmet Nevid Kodallı; 12 декабря 1924, Мерсин, Турция — 1 сентября 2009, там же) — турецкий композитор, дирижёр и педагог. Государственный артист Турции (1981).

## Биография
Учился в Анкарской консерватории у Неджиля Казыма Аксеса (дирижирование и композиция), Ферхунде Эркин (фортепиано), Эрнста Преториуса и Хасана Ферита Алнара (музыкальная теория). Окончил её в 1947 году. В 1948—1953 годах совершенствовался в Париже. В 1951 году окончил Нормальную школу музыки по классу композиции у Нади Буланже, затем занимался у Артюра Онеггера (композиция), Жана Фурне (дирижирование) и Шарля Кеклена. С 1953 года преподавал контрапункт, анализ музыкального формата и инструментовку в Анкарской консерватории, где в 1985 становится профессором. Одновременно в 1954—1955 годах работал тонмейстером на радио и дирижёром Государственной оперы в Анкаре. С 1971 года руководил отделом балетного искусства в Генеральном управлении Анкарских театров. В том же году создал труппы современного и народного танцев. Писал музыку для театра.

## Сочинения
- опера «Ван Гог» (1955, Анкара)
- балет-пантомима «Антигона» (1958)
- балет «Хуррем Султан»[2] (1977, Анкара)
- оратория «Ататюрк» (1953)
- симфония № 1 (1950)
- кантата Республики
- произведения для симфонического оркестра
- камерно-инструментальных ансамбли
- фортепианные пьесы

## Награды
- 1981 — Государственный артист